# Джеральд Даффі
Дже́ральд Да́ффі (англ. Gerald Duffy; 13 квітня 1896 — 25 червня 1928) — американський сценарист епохи німого кіно, а також журналіст, автор коротких оповідань і редактор. Даффі здобув славу за великий вклад у журнал Redbook, який він редагував, а також за номінацію на першій церемонії вручення «Оскара» за найкращі титри в німій кінострічці до фільму «Приватне життя Єлени Троянської».
Джеральд помер 25 червня 1928 року, диктуючи сценарій в Лос-Анджелесі, Каліфорнія.

## Вибрана фільмографія
- Джинкс / Jinx (1919)
- Що сталося з Розою / What Happened to Rosa (1920)
- З чорного ходу / Through the Back Door (1921)
- Вверх ногами / Head Over Heels (1922)
- Аргентинська любов / Argentine Love (1924)
- Кошерна Кітті Келлі / Kosher Kitty Kelly (1926)
- Бродяга, бродяга, бродяга / Tramp, Tramp, Tramp (1926)
- Лакований хлопець / The Patent Leather Kid (1927)
- Переодягнута жінка / The Masked Woman (1927)
- Приватне життя Єлени Троянської / The Private Life of Helen of Troy (1927)
- З руїн / Out of the Ruins (1928)